# Laylo Allaberganova
Laylo Allaberganova (* 5. Februar 1996) ist eine usbekische Leichtathletin, die sich auf den Sprint spezialisiert hat.

## Sportliche Laufbahn
Erste internationale Erfahrungen sammelte Laylo Allaberganova im Jahr 2022, als sie bei den Islamic Solidarity Games in Konya mit 12,13 s und 24,34 s jeweils im Halbfinale über 100 und 200 Meter ausschied. Zudem belegte sie mit der usbekischen 4-mal-400-Meter-Staffel in 3:50,69 min den vierten Platz und kam in der 4-mal-100-Meter-Staffel nicht ins Ziel. Im Jahr darauf belegte sie bei den Hallenasienmeisterschaften in Astana mit 56,08 s auf Rang sechs und gewann mit der Staffel in 3:46,45 min gemeinsam mit Kamila Mirsaliyeva, Farida Soliyeva und Malika Rajabova die Silbermedaille hinter dem kasachischen Team. Im Juli belegte sie bei den Asienmeisterschaften in Bangkok in 54,61 s den siebten Platz über 400 Meter und schied über 200 Meter mit 24,15 s im Halbfinale aus. Zudem belegte sie mit der 4-mal-400-Meter-Staffel in 3:39,83 min den fünften Platz. Ende September belegte sie bei den Asienspielen in Hangzhou in 55,18 s den siebten Platz. 2024 gelangte sie bei den Hallenasienmeisterschaften in Teheran mit 56,33 s auf den fünften Platz über 400 Meter und gewann mit der Staffel in 4:12,43 min die Bronzemedaille hinter den Teams aus Kasachstan und Iran. 2025 schied sie bei den Asienmeisterschaften in Gumi mit 24,67 s in der Vorrunde über 200 Meter aus, belegte mit der Mixed-Staffel in 3:28,67 min den achten Platz und wurde mit der Frauenstaffel in 3:40,91 min Fünfte.
In den Jahren 2021, 2022 und 2024 wurde Allaberganova usbekische Meisterin im 200-Meter-Lauf sowie 2024 auch über 100 Meter. Zudem wurde sie 2021 Hallenmeisterin im 400-Meter-Lauf.

## Persönliche Bestleistungen
- 100 Meter: 11,84 s (+1,0 m/s), 12. Mai 2024 in Taschkent
- 200 Meter: 23,72 s (+0,6 m/s), 22. Mai 2024 in Taschkent
- 400 Meter: 53,65 s, 12. Juli 2023 in Bangkok
  - 400 Meter (Halle): 55,52 s, 11. Februar 2023 in Astana